# IC 4648
IC 4648 ist ein Doppelstern im Sternbild Herkules. Das Objekt wurde am 1. Juni 1897 von Guillaume Bigourdan entdeckt.